# Armič
Armič je priimek v Sloveniji, ki ga je po podatkih Statističnega urada Republike Slovenije na dan 1. januarja 2010 uporabljalo 63 oseb in je med vsemi priimki po pogostosti uporabe uvrščen na 6.369. mesto.

## Znani nosilci priimka
- Josip Armič (1870-1937), učitelj in publicist
- Bogomil - Matija Armič (1890-1975), brigadni general topništva Vojske Kraljevine Jugoslavije
- Stojan Armič (1907-1998), inženir elektotehnike, direktor Elektroinštituta Milan Vidmar (1959-64)
- Zdenka Armič = Zdenka Kidrič